# Rešica
Rešica este o comună slovacă, aflată în districtul Košice-okolie din regiunea Košice. Localitatea se află la altitudinea de 192 m deasupra n.m., se întinde pe o suprafață de 12,5 km2 și în 2017 număra 312 locuitori.

## Istoric
Localitatea Rešica este atestată documentar din 1319.

## Demografie
| An:                | 1994 | 2004   | 2014    | 2024 |
| ------------------ | ---- | ------ | ------- | ---- |
| Număr de persoane: | 382  | 363    | 325     | 364  |
| Diferență:         |      | −4,97% | −10,46% | +12% |

| An:                | 2023 | 2024   |
| ------------------ | ---- | ------ |
| Număr de persoane: | 352  | 364    |
| Diferență:         |      | +3,40% |